# Atlantide Pallavolo Brescia 2019-2020
Questa voce raccoglie le informazioni riguardanti l'Atlantide Pallavolo Brescia nelle competizioni ufficiali della stagione 2019-2020.

## Stagione
La stagione 2019-20 è per l'Atlantide Pallavolo Brescia, col nome sponsorizzato di Sarca Italia Chef Centrale Brescia, la sesta in Serie A2. Viene confermato l'allenatore, Roberto Zambonardi, e alcuni giocatori come Alberto Cisolla, Simone Tiberti, Fabio Bisi e Dane Mijatović: tra i nuovi acquisti quelli di Andrea Galliani, Roberto Festi e Mauro Gavotto, quest'ultimo arrivato a stagione già iniziata, mentre tra le cessioni quelle di Sebastiano Milan, Leonardo Scanferla, Damiano Valsecchi e Gianluca Signorelli.
Il campionato si apre con la sconfitta contro la New Mater, mentre il primo successo arriva nella giornata successiva ai danni dell'Emma Villas, a cui fa seguito altre quattro vittorie: nelle ultime cinque giornate del girone di andata per il club di Brescia maturano quattro sconfitte, chiudendo al sesto posto in classifica, utile per qualificarsi alla Coppa Italia di Serie A2/A3. Anche nelle prime giornate cinque giornate del girone di ritorno l'Atlantide Brescia riesce a vincere una sola gara, quella contro la Rinascita Lagonegro alla quindicesima giornata: dopo due successi di fila il campionato viene prima interrotto, poi definitivamente sospeso a causa del diffondersi in Italia della pandermia di COVID-19. Al momento dell'interruzione del campionato la squadra stazionava al settimo posto in classifica.
Grazie al sesto posto al termine del girone di andata, l'Atlantide Brescia partecipa alla Coppa Italia di Serie A2/A3: supera nei quarti di finale l'Impavida Ortona e in semifinale la M&G per poi essere sconfitta in finale dall'Olimpia Bergamo.

## Organigramma societario
Area direttiva
- Presidente: Giovanni Ieraci
- Presidente onorario: Stefano Consoli
- Vicepresidente: Gianlorenzo Bonisoli
- Direttore tecnico: Roberto Zambonardi

Area organizzativa
- Direttore sportivo: Sergio Aquino
- Segreteria amministrativa: Sergio Aquino, Silvia Zambonardi
- Team manager: Gabriele Cottarelli
- Responsabile relazioni esterne: Maurizio Mazzotti
- Magazzino: Agostino Carrieri
- Logistica: Agostino Carrieri

- Allenatore: Roberto Zambonardi
- Allenatore in seconda: Paolo Iervolino, Giorgio Pioselli
- Assistente allenatore: Domenico Iervolino
- Scout man: Pierpaolo Zamboni
- Responsabile settore giovanile: Paolo Iervolino

Area comunicazione
- Responsabile comunicazioni: Claudio Chiari
- Ufficio stampa: Cinzia Giordano Lanza
- Fotografo: Giuseppe Zanardelli
- Social media manager: Cinzia Giordano Lanza
- Telecronista: Claudio Chiari
- Speaker: Andrea Anguissola

Area marketing
- Responsabile ufficio marketing: Claudio Chiari

Area sanitaria
- Medico: Giacomo Marchi, Gianluigi Moscatelli
- Fisioterapista: Emanuela Ravelli
- Preparatore atletico: Paolo Scatoli

## Rosa
| N° | Nome               | Ruolo | Data di nascita   | Nazionalità sportiva |
| -- | ------------------ | ----- | ----------------- | -------------------- |
| 1  | Giuseppe Zito      | L     | 30 novembre 1989  | Italia               |
| 2  | Gianluca Togni     | S     | 10 gennaio 2005   | Italia               |
| 3  | Giovanni Ceccato   | P     | 12 luglio 1999    | Italia               |
| 4  | Roberto Festi      | C     | 30 gennaio 1994   | Italia               |
| 5  | Simone Tiberti     | P     | 13 settembre 1980 | Italia               |
| 6  | Paolo Crosatti     | S     | 30 settembre 1983 | Italia               |
| 7  | Michele Malvestiti | S/O   | 28 giugno 1998    | Italia               |
| 8  | Riccardo Iervolino | S     | 22 gennaio 2003   | Italia               |
| 9  | Fabio Bisi         | S/O   | 16 luglio 1994    | Italia               |
| 10 | Andrea Franzoni    | L     | 7 maggio 1989     | Italia               |
| 11 | Andrea Galliani    | S/O   | 6 gennaio 1988    | Italia               |
| 12 | Nicola Candeli     | C     | 14 luglio 1993    | Italia               |
| 13 | Andrej Ristić      | S     | 23 gennaio 1998   | Bosnia ed Erzegovina |
| 14 | Massimo Ostuzzi    | S     | 28 luglio 1999    | Italia               |
| 15 | Alberto Cisolla    | S     | 10 ottobre 1977   | Italia               |
| 16 | Pietro Ghirardi    | P     | 4 gennaio 2005    | Italia               |
| 17 | Dane Mijatović     | C     | 5 febbraio 1992   | Slovenia             |
| 18 | Mauro Gavotto      | S/O   | 16 aprile 1979    | Italia               |
| -  | Michele Bergoli    | S     | 7 luglio 1999     | Italia               |
| -  | Daniele Mattinzoli | -     | -                 | Italia               |

## Mercato
| Acquisti | Acquisti           | Acquisti           | Acquisti   |
| R.       | Nome               | da                 | Modalità   |
| -------- | ------------------ | ------------------ | ---------- |
| P        | Giovanni Ceccato   | You Energy         | definitivo |
| C        | Roberto Festi      | Marconi            | definitivo |
| L        | Andrea Franzoni    | Olimpia Bergamo    | definitivo |
| S/O      | Andrea Galliani    | Milano             | definitivo |
| S/O      | Mauro Gavotto      | inattivo           | definitivo |
| S/O      | Michele Malvestiti | Milano             | definitivo |
| -        | Daniele Mattinzoli | ?                  | definitivo |
| S        | Massimo Ostuzzi    | Treviso            | definitivo |
| S        | Andrej Ristić      | Leverano           | definitivo |
| L        | Giuseppe Zito      | Top Volley Lamezia | definitivo |

| Cessioni | Cessioni            | Cessioni        | Cessioni      |
| R.       | Nome                | a               | Modalità      |
| -------- | ------------------- | --------------- | ------------- |
| P        | Alessandro Bellucci | Franco Tigano   | definitivo    |
| P        | Mattia Catellani    | Tricolore       | definitivo    |
| C        | Nandy Cruz          | Cazzago         | definitivo    |
| S/O      | Sebastiano Milan    | Emma Villas     | definitivo    |
| S        | Emanuele Rodella    | Valtrompia      | definitivo    |
| L        | Leonardo Scanferla  | Padova          | fine prestito |
| C        | Gianluca Signorelli | Olimpia Bergamo | definitivo    |
| P        | Enrico Statuto      | Cazzago         | prestito      |
| C        | Damiano Valsecchi   | Scanzorosciate  | definitivo    |
| S        | Massimo Zanardini   | Cazzago         | definitivo    |

## Risultati

### Serie A2

#### Girone di andata
| 1ª giornata - 20 ottobre 2019 PalaGrotte, Castellana Grotte     | New Mater           | 3 - 2 | Atlantide Brescia | 25-19, 25-22, 29-31, 21-25, 15-7 |
| 2ª giornata - 27 ottobre 2019 PalaSanFilippo, Brescia           | Atlantide Brescia   | 3 - 1 | Emma Villas       | 25-20, 25-18, 19-25, 25-23       |
| 3ª giornata - 2 novembre 2019 PalaSanFilippo, Brescia           | Atlantide Brescia   | 3 - 1 | Mondovì           | 28-26, 25-27, 25-18, 25-20       |
| 4ª giornata - 10 novembre 2019 PalaAlberti, Lauria              | Rinascita Lagonegro | 0 - 3 | Atlantide Brescia | 18-25, 21-25, 17-25              |
| 5ª giornata - 17 novembre 2019 PalaSanFilippo, Brescia          | Atlantide Brescia   | 3 - 1 | Lupi Santa Croce  | 26-24, 21-25, 25-19, 26-24       |
| 6ª giornata - 24 novembre 2019 PalaGrotte, Castellana Grotte    | Materdomini         | 1 - 3 | Atlantide Brescia | 23-25, 22-25, 25-23, 21-25       |
| 7ª giornata - 1º dicembre 2019 PalaSanFilippo, Brescia          | Atlantide Brescia   | 1 - 3 | Peimar            | 18-25, 12-25, 25-19, 19-25       |
| 8ª giornata - 8 dicembre 2019 Palasport Comunale, Ortona        | Impavida Ortona     | 3 - 1 | Atlantide Brescia | 25-18, 23-25, 25-19, 25-21       |
| 9ª giornata - 14 dicembre 2019 PalaBigi, Reggio Emilia          | Tricolore           | 0 - 3 | Atlantide Brescia | 19-25, 19-25, 24-26              |
| 10ª giornata - 22 dicembre 2019 PalaSanFilippo, Brescia         | Atlantide Brescia   | 1 - 3 | Libertas Brianza  | 25-21, 21-25, 20-25, 19-25       |
| 11ª giornata - 28 dicembre 2019 Palazzetto dello sport, Bergamo | Olimpia Bergamo     | 3 - 2 | Atlantide Brescia | 20-25, 15-25, 33-31, 25-13, 15-9 |

#### Girone di ritorno
| 12ª giornata - 5 gennaio 2020 PalaSanFilippo, Brescia              | Atlantide Brescia | 2 - 3 | New Mater           | 25-20, 25-11, 22-25, 19-25, 12-15 |
| 13ª giornata - 12 gennaio 2020 PalaMensSana, Siena                 | Emma Villas       | 3 - 1 | Atlantide Brescia   | 20-25, 27-25, 25-11, 26-24        |
| 14ª giornata - 18 gennaio 2020 PalaManera, Mondovì                 | Mondovì           | 3 - 2 | Atlantide Brescia   | 21-25, 25-19, 22-25, 25-18, 15-11 |
| 15ª giornata - 26 gennaio 2020 PalaSanFilippo, Brescia             | Atlantide Brescia | 3 - 0 | Rinascita Lagonegro | 25-23, 25-19, 25-23               |
| 16ª giornata - 2 febbraio 2020 PalaParenti, Santa Croce sull'Arno  | Lupi Santa Croce  | 3 - 1 | Atlantide Brescia   | 25-21, 26-28, 25-18, 25-23        |
| 17ª giornata - 9 febbraio 2020 PalaSanFilippo, Brescia             | Atlantide Brescia | 2 - 3 | Materdomini         | 23-25, 21-25, 25-20, 25-21, 13-15 |
| 18ª giornata - 16 febbraio 2020 PalaParenti, Santa Croce sull'Arno | Peimar            | 2 - 3 | Atlantide Brescia   | 25-19, 23-25, 25-21, 19-25, 13-15 |
| 19ª giornata - 1º marzo 2020 PalaSanFilippo, Brescia               | Atlantide Brescia | -     | Impavida Ortona     | annullata                         |
| 20ª giornata - 8 marzo 2020 PalaSanFilippo, Brescia                | Atlantide Brescia | 3 - 1 | Tricolore           | 25-18, 25-20, 24-26, 25-19        |
| 21ª giornata - 15 marzo 2020 PalaParini, Cantù                     | Libertas Brianza  | -     | Atlantide Brescia   | annullata                         |
| 22ª giornata - 22 marzo 2020 PalaSanFilippo, Brescia               | Atlantide Brescia | -     | Olimpia Bergamo     | annullata                         |

### Coppa Italia di Serie A2

#### Fase a eliminazione diretta
| Quarti di finale - 15 gennaio 2020 Palasport Comunale, Ortona | Impavida Ortona   | 0 - 3 | Atlantide Brescia | 20-25, 24-26, 20-25               |
| Semifinali - 29 gennaio 2020 PalaSanFilippo, Brescia          | Atlantide Brescia | 3 - 0 | M&G               | 28-26, 28-26, 25-21               |
| Finale - 23 febbraio 2020 Unipol Arena, Casalecchio di Reno   | Olimpia Bergamo   | 3 - 2 | Atlantide Brescia | 25-21, 22-25, 25-21, 25-27, 15-13 |

## Statistiche

### Statistiche di squadra
| Competizione                | Punti | In casa | In casa | In casa | In trasferta | In trasferta | In trasferta | Totale | Totale | Totale |
| Competizione                | Punti | G       | V       | P       | G            | V            | P            | G      | V      | P      |
| --------------------------- | ----- | ------- | ------- | ------- | ------------ | ------------ | ------------ | ------ | ------ | ------ |
| Serie A2                    | 31    | 19      | 9       | 10      | 9            | 5            | 4            | 10     | 4      | 6      |
| Coppa Italia di Serie A2/A3 | -     | 1       | 1       | 0       | 1            | 1            | 0            | 3      | 2      | 1      |
| Totale                      | -     | 20      | 10      | 10      | 10           | 6            | 4            | 13     | 6      | 7      |

G = partite giocate; V = partite vinte; P = partite perse

### Statistiche dei giocatori
| Giocatore     | Serie A2 | Serie A2 | Serie A2 | Serie A2 | Serie A2 | Coppa Italia di Serie A2/A3 | Coppa Italia di Serie A2/A3 | Coppa Italia di Serie A2/A3 | Coppa Italia di Serie A2/A3 | Coppa Italia di Serie A2/A3 | Totale | Totale | Totale | Totale | Totale |
| Giocatore     | P        | PT       | AV       | MV       | BV       | P                           | PT                          | AV                          | MV                          | BV                          | P      | PT     | AV     | MV     | BV     |
| ------------- | -------- | -------- | -------- | -------- | -------- | --------------------------- | --------------------------- | --------------------------- | --------------------------- | --------------------------- | ------ | ------ | ------ | ------ | ------ |
| F. Bisi       | 16       | 255      | 220      | 20       | 15       | 2                           | 41                          | 33                          | 6                           | 2                           | 18     | 296    | 253    | 26     | 17     |
| M. Bergoli    | -        | -        | -        | -        | -        | 0                           | 0                           | 0                           | 0                           | 0                           | 0      | 0      | 0      | 0      | 0      |
| N. Candeli    | 11       | 73       | 53       | 18       | 2        | -                           | -                           | -                           | -                           | -                           | 11     | 73     | 53     | 18     | 2      |
| G. Ceccato    | 6        | 0        | 0        | 0        | 0        | 1                           | 0                           | 0                           | 0                           | 0                           | 7      | 0      | 0      | 0      | 0      |
| A. Cisolla    | 18       | 255      | 218      | 23       | 14       | 3                           | 47                          | 38                          | 6                           | 3                           | 21     | 302    | 256    | 29     | 17     |
| P. Crosatti   | 16       | 2        | 1        | 1        | 0        | 2                           | 0                           | 0                           | 0                           | 0                           | 18     | 2      | 1      | 1      | 0      |
| R. Festi      | 19       | 164      | 114      | 40       | 10       | 3                           | 29                          | 22                          | 7                           | 0                           | 22     | 193    | 136    | 47     | 10     |
| A. Franzoni   | 7        | 0        | 0        | 0        | 0        | 0                           | 0                           | 0                           | 0                           | 0                           | 7      | 0      | 0      | 0      | 0      |
| A. Galliani   | 18       | 365      | 319      | 30       | 16       | 3                           | 46                          | 43                          | 3                           | 0                           | 21     | 411    | 362    | 33     | 16     |
| M. Gavotto    | 0        | 0        | 0        | 0        | 0        | 1                           | 0                           | 0                           | 0                           | 0                           | 1      | 0      | 0      | 0      | 0      |
| P. Ghirardi   | 1        | 0        | 0        | 0        | 0        | 0                           | 0                           | 0                           | 0                           | 0                           | 1      | 0      | 0      | 0      | 0      |
| R. Iervolino  | -        | -        | -        | -        | -        | -                           | -                           | -                           | -                           | -                           | -      | -      | -      | -      | -      |
| M. Malvestiti | 13       | 46       | 37       | 5        | 4        | 2                           | 12                          | 9                           | 1                           | 2                           | 15     | 58     | 46     | 6      | 6      |
| D. Mattinzoli | 1        | 0        | 0        | 0        | 0        | 0                           | 0                           | 0                           | 0                           | 0                           | 1      | 0      | 0      | 0      | 0      |
| D. Mijatović  | 15       | 80       | 46       | 29       | 5        | 3                           | 14                          | 7                           | 7                           | 0                           | 18     | 94     | 53     | 36     | 5      |
| M. Ostuzzi    | 8        | 5        | 5        | 0        | 0        | 1                           | 0                           | 0                           | 0                           | 0                           | 9      | 5      | 5      | 0      | 0      |
| A. Ristić     | 8        | 19       | 18       | 0        | 1        | 0                           | 0                           | 0                           | 0                           | 0                           | 8      | 19     | 18     | 0      | 1      |
| S. Tiberti    | 19       | 32       | 12       | 14       | 6        | 3                           | 4                           | 0                           | 2                           | 2                           | 22     | 36     | 12     | 16     | 8      |
| G. Togni      | 0        | 0        | 0        | 0        | 0        | -                           | -                           | -                           | -                           | -                           | 0      | 0      | 0      | 0      | 0      |
| G. Zito       | 19       | 0        | 0        | 0        | 0        | 3                           | 0                           | 0                           | 0                           | 0                           | 22     | 0      | 0      | 0      | 0      |

P = presenze; PT = punti totali; AV = attacchi vincenti; MV = muri vincenti; BV = battute vincenti